# Bob az 1952. évi téli olimpiai játékokon
Az 1952. évi téli olimpiai játékokon a bob versenyszámait február 14. és 22. között rendezték a Oslóban. Két férfi versenyszámban osztottak érmeket. Magyar sportoló nem vett részt a sportágban.

## Részt vevő nemzetek
A versenyeken 10 nemzet 71 sportolója vett részt.
- Argentína (ARG) (4)
- Ausztria (AUT) (8)
- Belgium (BEL) (4)
- Egyesült Államok (USA) (10)
- Franciaország (FRA) (5)
- Németország (GER) (6)
- Norvégia (NOR) (9)
- Olaszország (ITA) (8)
- Svájc (SUI) (8)
- Svédország (SWE) (9)

## Éremtáblázat
(Az egyes számoszlopok legmagasabb értéke vagy értékei vastagítással kiemelve.)
| Az 1952. évi téli olimpiai játékok éremtáblázata bobban | Az 1952. évi téli olimpiai játékok éremtáblázata bobban | Az 1952. évi téli olimpiai játékok éremtáblázata bobban | Az 1952. évi téli olimpiai játékok éremtáblázata bobban | Az 1952. évi téli olimpiai játékok éremtáblázata bobban | Olimpia  |
| ------------------------------------------------------- | ------------------------------------------------------- | ------------------------------------------------------- | ------------------------------------------------------- | ------------------------------------------------------- | -------- |
|                                                         | Ország                                                  | Arany                                                   | Ezüst                                                   | Bronz                                                   | Összesen |
| 1.                                                      | Németország (GER)                                       | 2                                                       | 0                                                       | 0                                                       | 2        |
|                                                         |                                                         |                                                         |                                                         |                                                         |          |
| 2.                                                      | Egyesült Államok (USA)                                  | 0                                                       | 2                                                       | 0                                                       | 2        |
|                                                         |                                                         |                                                         |                                                         |                                                         |          |
| 3.                                                      | Svájc (SUI)                                             | 0                                                       | 0                                                       | 2                                                       | 2        |
|                                                         |                                                         |                                                         |                                                         |                                                         |          |
| Összesen                                                | Összesen                                                | 2                                                       | 2                                                       | 2                                                       | 6        |

## Érmesek
| Az 1952. évi téli olimpiai játékok érmesei bobban |                                                                                     |         |                                                                                             |         |                                                                                   |         |
| Versenyszám                                       | Arany                                                                               | Arany   | Ezüst                                                                                       | Ezüst   | Bronz                                                                             | Bronz   |
| Kettes                                            | Németország (GER) · Andreas Ostler · Lorenz Nieberl                                 | 5:24,54 | Egyesült Államok (USA) · Stanley Benham · Patrick Martin                                    | 5:26,89 | Svájc (SUI) · Fritz Feierabend · Stephan Waser                                    | 5:27,71 |
| Négyes                                            | Németország (GER) · Andreas Ostler · Friedrich Kuhn · Lorenz Nieberl · Franz Kemser | 5:07,84 | Egyesült Államok (USA) · Stanley Benham · Patrick Martin · Howard Crossett · James Atkinson | 5:10,48 | Svájc (SUI) · Fritz Feierabend · Albert Madörin · André Filippini · Stephan Waser | 5:11,70 |